# Любачівський деканат
Любачівський деканат — колишня структурна одиниця Перемишльської єпархії греко-католицької церкви з центром в м. Любачів. Очолював деканат декан.

## Територія
Описи деканату (матеріали візитацій) починаючи з 1743 року наявні в Перемишльському архіві.
В 1936 році в Любачівському деканаті було 14 парафій:
1. Парафія с. Башня Долішня з приходом у с. Башня Горішня, с. Борова Гора, с. Онищаки;
2. Парафія с. Бігалі з філією в с. Лукавець та приходом у с. Нова Гребля, с. Чернявка;
3. Парафія с. Борхів з приходом у с. Футори;
4. Парафія с. Воля Олешицька;
5. Парафія с. Жапалів;
6. Парафія с. Коровиця з приходом у с. Коровиця Голодівська, с. Коровиця Лісова;
7. Парафія с. Липовець з приходом у с. Майдан, с. Мельники, с. Підлуби;
8. Парафія м. Любачів з філією в с. Опака та приходом у с. Лисі Ями, с. Молодів, с. Островець;
9. Парафія с. Милків;
10. Парафія м. Олешичі з філією в с. Олешичі Старі;
11. Парафія с. Синявка;
12. Парафія с. Старе Село з приходом у присілку Липині;
13. Парафія с. Суха Воля;
14. Парафія с. Щутків з приходом у присілку Сисаки, с. Діброва, с. Руда Щутківська, с. Мельники.

### Декан
- 1936 — Котис Омелян у Бігалях.

### Кількість парафіян
1936 — 26 011 осіб.
Деканат було ліквідовано в травні 1946 р.